# トーマス・ムニエ
- トマ・ムニエ

トーマス・ムニエ（Thomas Meunier, 1991年9月12日 - ）は、ベルギー・リュクサンブール州出身のサッカー選手。LOSCリール・メトロポール所属。ベルギー代表。ポジションはディフェンダー。

## 経歴
2009年にREヴィルトンでプロキャリアをスタートさせ、2011年の夏、クラブ・ブルッヘに移籍した。
2016年7月3日、フランスのパリ・サンジェルマンFCに4年契約で移籍した。
2020年6月25日、ブンデスリーガのボルシア・ドルトムントと4年契約を締結し、2020-21シーズンより加入することが発表された。
2024年2月7日、トラブゾンスポルに移籍した。
2024年7月19日、LOSCリール・メトロポールに加入した。

## 代表経歴

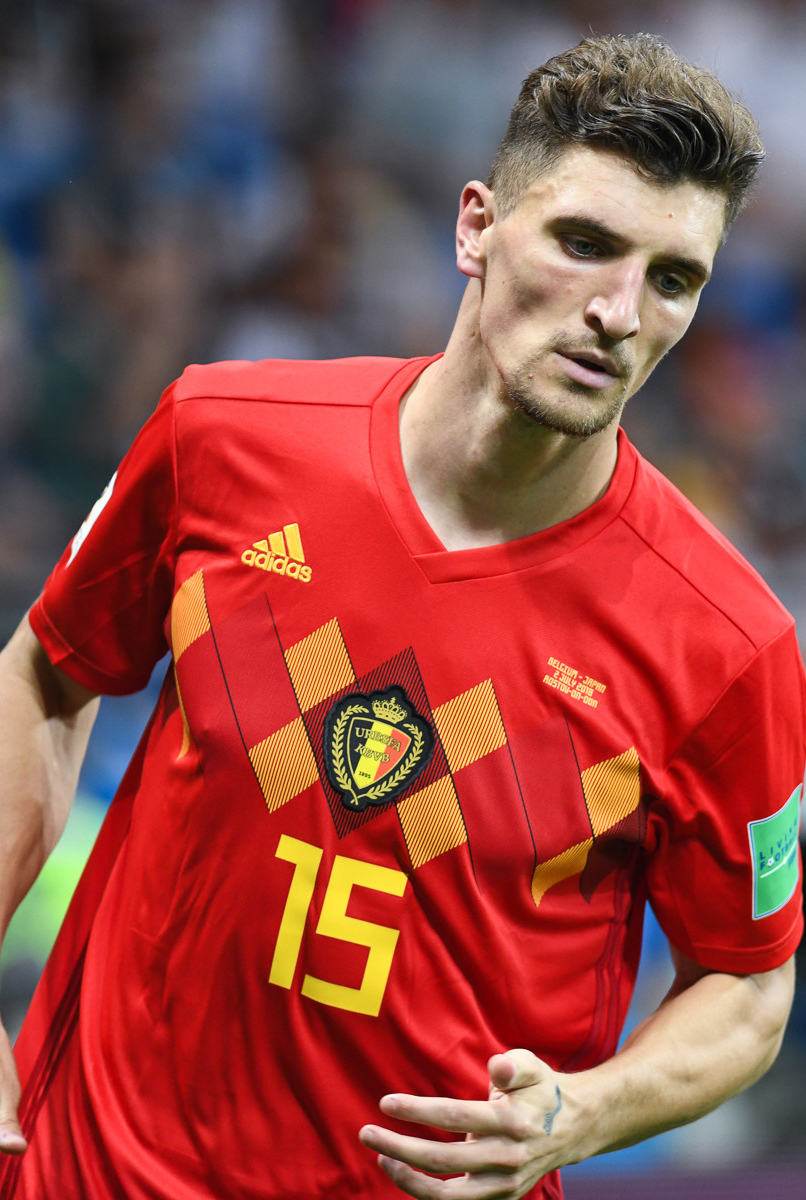
ベルギー代表でのムニエ（2018年）

ベルギー代表として各年代でプレーし、2013年11月14日、コロンビア代表戦でA代表デビューを果たした。2016年11月13日の2018 FIFAワールドカップ予選・エストニア戦で代表初得点を挙げた。2017年8月31日の同予選ジブラルタル戦でハットトリックを達成した。
2018 FIFAワールドカップロシア大会、決勝トーナメント1回戦の日本戦では、ナセル・シャドリの決勝点をアシスト、累積警告で準決勝のフランス戦への出場を逃したが、3位決定戦のイングランド戦では先制点を決め、ベルギーのワールドカップ3位に貢献した。

## 代表歴

### 出場大会
- ベルギー代表
  - 2018 FIFAワールドカップ
  - 2022 FIFAワールドカップ

### 試合数
- 国際Aマッチ 67試合 8得点（2013年-）[8]

| ベルギー代表 | 国際Aマッチ | 国際Aマッチ |
| 年           | 出場        | 得点        |
| ------------ | ----------- | ----------- |
| 2013         | 2           | 0           |
| 2014         | 1           | 0           |
| 2015         | 2           | 0           |
| 2016         | 10          | 1           |
| 2017         | 6           | 4           |
| 2018         | 15          | 1           |
| 2019         | 4           | 1           |
| 2020         | 4           | 0           |
| 2021         | 10          | 1           |
| 2022         | 8           | 0           |
| 2023         | 0           | 0           |
| 2024         | 5           | 0           |
| 通算         | 67          | 8           |

## タイトル
パリ・サンジェルマン
- リーグ・アン 2017-18, 2018-19, 2019-20
- クープ・ドゥ・フランス 2016-17, 2017-18
- クープ・ドゥ・ラ・リーグ 2016-17, 2017-18
- トロフェ・デ・シャンピオン 2016, 2017, 2018, 2019